# Parlementarisme rationalisé
Le parlementarisme rationalisé est un ensemble de techniques de droit constitutionnel et électoral qui vise à éviter une trop grande instabilité gouvernementale dans un régime parlementaire.

## Histoire
Le concept de « parlementarisme rationalisé » a été créé par le constitutionnaliste russe Boris Mirkine-Guetzevitch (1892-1955) pour désigner les constitutions caractérisées par la codification juridique des rapports politiques d’un régime parlementaire. Ce concept est souvent utilisé pour définir les régimes parlementaires organisés de manière à éviter l’instabilité ministérielle chronique et à permettre un fonctionnement efficace des institutions. Pour cela, les règles de fonctionnement doivent rendre plus difficile, politiquement et constitutionnellement, le renversement des gouvernements (délais, procédures spéciales, majorité renforcée, dissolution automatique, désignation concomitante du successeur…). La rationalisation du parlementarisme peut, cependant, poursuivre d'autres finalités comme le rééquilibrage des rapports entre Gouvernement et Parlement ou l'amélioration de la qualité des textes.
Le régime parlementaire se caractérise par la responsabilité politique du gouvernement devant le Parlement, c’est-à-dire la capacité du second à renverser le premier. Il s'est progressivement constitué au Royaume-Uni à partir de la fin du XVIIIe siècle, d'abord sous la forme dite dualiste, où la souveraineté est partagée entre le monarque et le Parlement, le gouvernement devant avoir le soutien des deux, puis sous forme moniste, avec l'effacement progressif du monarque. Le même modèle s'est répandu en Europe au cours des XIXe et XXe siècles. Dans les pays où les gouvernements sont fréquemment renversés, sur un rythme moins qu'annuel, on parle d'instabilité gouvernementale. La IVe République française, ou la République italienne jusqu'à la réforme électorale de 1993 ont été des exemples remarquables de cette situation, qui risque de paralyser l'État, particulièrement en situation de crise (pour la France, le péril montant représenté par l'Allemagne dans les années 1930, ou les crises de la décolonisation après guerre ; a contrario, la fragilité des gouvernements de la IIIe République avant 1914 n'a pas eu de grands inconvénients).

## Mise en œuvre
Le parlementarisme rationalisé cherche à remédier à ce problème de deux façons : d'une part, dans la rédaction de la Constitution, en renforçant le gouvernement face au Parlement, en rendant son renversement plus difficile ; d'autre part, par le biais du droit électoral, en essayant de favoriser des majorités parlementaires claires et stables, à même de soutenir la politique du gouvernement pendant toute la législature. On parle respectivement de rationalisation technique et politique.
La rationalisation du parlementarisme a revêtu des formes différentes selon les pays et a été plus ou moins couronnée de succès. Ainsi le parlementarisme rationalisé allemand a fait ses preuves dès ses débuts, notamment grâce à la mise en place d'un système de motion de censure constructive, qui n'admettait le renversement du chancelier que si une majorité d'opposition cohérente et structurée parvenait à monter un projet politique crédible. Quant à l'exemple offert par la IVe République française, il révèle qu'aucun artifice institutionnel ne peut imposer la stabilité dans un pays politiquement troublé. Les mécanismes imaginés n'ont pas été adéquats, menant certains auteurs à considérer que le régime était « mort-né » et que la rationalisation ne pouvait à elle seule permettre une régulation de la vie politique dans un régime parlementaire.
La Ve République a acquis sa stabilité et son efficacité au prix d'un bouleversement de la tradition constitutionnelle française, notamment celle qui s'est établie à la suite des lois constitutionnelles de 1875. Le parlementarisme rationalisé de 1958 devait redonner à l'organe exécutif de réels moyens de défense face au Parlement. Le renforcement de l'exécutif a surtout été permis par la délimitation rigoureuse du domaine d'action du Parlement. Enfin, le Conseil constitutionnel apparaît comme l'un des instruments de la rationalisation en ce qu'il garantit la défense de l'objectif des constituants et évite que la pratique politique ne vienne rendre inopérantes les tentatives de stabilisation. La IVe République cherchait à remédier à un problème qui pouvait parfois se poser où l'assemblée validait le choix du président du conseil, mais lors de la confiance faisait chuter son gouvernement quand un ministère voulu n'avait pas été accordée à un groupe de la coalition gouvernementale.
.